# Ведуджо-кон-Кольцано
Ведуджо-кон-Кольцано (итал. Veduggio con Colzano) — коммуна в Италии, в провинции Монца-э-Брианца области Ломбардия.
Население составляет 4368 человек (на 2004 г.), плотность населения составляет 1215,58 чел./км². Занимает площадь 3,49 км². Почтовый индекс — 20050. Телефонный код — 0362.
Покровителем коммуны почитается святой Мартин Турский, празднование 11 ноября.